# Друзилла Мавретанская Старшая
Друзилла Мавретанская Старшая (др.-греч. Δρουσίλλη), возможно, являлась той самой Друзиллой, которую историк Тацит упоминает как внучку Марка Антония и Клеопатры. Если бы это было так, она была бы принцессой Мавретании, младшим ребёнком царицы Клеопатры Селены II и царя Юбы II, а также сестрой царя Мавретании Птолемея. Дата её рождения неизвестна, но считается, что она появилась на свет около 8 года до н. э.

## Семья
Известно, что у неё не было ни братьев, ни сестёр, достигших совершеннолетия, кроме Птолемея. Её отец Юба II был сыном царя Юбы I (правителя Нумидии берберского происхождения из Северной Африки, который был союзником римского полководца Гнея Помпея Великого). Её мать Клеопатра Селена II была дочерью египетской царицы из древнегреческой династии Птолемеев Клеопатры VII от брака с римским триумвиром Марком Антонием. Таким образом, Друзилла имела берберское, греческое и римское происхождение.
Через своего деда по материнской линии Друзилла была дальней родственницей диктатора Гая Юлия Цезаря и его династии Юлиев-Клавдиев. Друзилла была двоюродной сестрой римского полководца Германика и его брата, римского императора Клавдия, а также троюродной сестрой римского императора Калигулы, Агриппины Младшей, Валерии Мессалины и римского императора Нерона.

## Биография
Друзилла была названа в честь римской императрицы Ливии Друзиллы, жены Октавиана Августа, или её младшего сына, римского полководца Нерона, Клавдия Друза. Друзилла, скорее всего, родилась в Цезарии, столице царства Мавретания (современный Шершель, Алжир) в Римской империи, и она, скорее всего, выросла там. Её мать, вероятно, умерла в 6 году н. э. Друзилла получила римское образование и стала латинизированной. Однако о жизни Друзиллы известно очень мало.